# One Step Closer (chanson)
 (août 2017).
Si vous disposez d'ouvrages ou d'articles de référence ou si vous connaissez des sites web de qualité traitant du thème abordé ici, merci de compléter l'article en donnant les références utiles à sa vérifiabilité et en les liant à la section « Notes et références ».
Pour les articles homonymes, voir One Step Closer.
Singles de Linkin Park
Crawling
(2000)
Pistes de Hybrid Theory
Papercut With You
One Step Closer est le premier single du groupe de rock américain Linkin Park, sorti en 2000. Il a même été fait un clip dont il est le premier du groupe. Elle est également jouée dans tous les concerts, soit au début, soit à la fin. Elle a atteint la 75e place du Billboard Hot 100 et la 5e place du Modern Rock Tracks.

## Anecdote
Le bassiste David "Phoenix" Farrell qui fait partie du groupe, n'a pas pu participer au clip car il était en tournée avec son autre groupe, Scott Koziol l'a remplacé. Il n'a pas pu participer à l'album ; c'est Brad Delson qui réalisa les lignes de basse avec Ian Hornbeck.

## Classements et certifications
| Classement (2000–2001)              | Meilleure position |
| ----------------------------------- | ------------------ |
| Allemagne (GfK Entertainment)       | 32                 |
| Australie (ARIA)                    | 4                  |
| Autriche (Ö3 Austria Top 40)        | 38                 |
| États-Unis (Billboard Hot 100)      | 75                 |
| États-Unis (Mainstream Rock Tracks) | 4                  |
| États-Unis (Modern Rock Tracks)     | 5                  |
| Pays-Bas (Single Top 100)           | 57                 |
| Royaume-Uni (UK Singles Chart)      | 24                 |
| Suède (Sverigetopplistan)           | 46                 |
| Suisse (Schweizer Hitparade)        | 42                 |

| Classement (2017)                            | Meilleure position |
| -------------------------------------------- | ------------------ |
| Allemagne (GfK Entertainment)                | 94                 |
| Australie (ARIA)                             | 49                 |
| Autriche (Ö3 Austria Top 40)                 | 73                 |
| Portugal (AFP)                               | 77                 |
| République tchèque (Singles Digitál Top 100) | 75                 |

| Classement (2001)                   | Position |
| ----------------------------------- | -------- |
| Australie (ARIA)                    | 42       |
| États-Unis (Mainstream Rock Tracks) | 7        |
| États-Unis (Modern Rock Tracks)     | 12       |

| Pays              | Certification | Ventes    |
| ----------------- | ------------- | --------- |
| Australie (ARIA)  | Or            | 35 000    |
| États-Unis (RIAA) | Platine       | 1 000 000 |
| Royaume-Uni (BPI) | Argent        | 200 000   |